# 有料
| ウィキペディアには「有料」という見出しの百科事典記事はありません（タイトルに「有料」を含むページの一覧/「有料」で始まるページの一覧）。 代わりにウィクショナリーのページ「有料」が役に立つかもしれません。 |